# Muzafer Sherif
Muzafer Sherif (narozen Muzaffer Şerif Başoğlu,  29. července 1906, Izmir, Turecko – 16. října 1988, Fairbanks, Aljaška, USA) byl turecko-americký sociální psycholog. Pomohl vyvinout teorii sociálního konfliktu a teorii realistického konfliktu. Byl zakladatelem moderní sociální psychologie, vyvinul několik jedinečných technik pro pochopení společenských procesů, zejména společenské normy a sociálního konfliktu. Mnoho z jeho původních příspěvků k rozvoji sociální psychologie bylo absorbováno do základů této vědy natolik, že byla jeho role pozapomenuta. Je autorem více než 24 knih a 60 článků.

## Vzdělání a kariéra
Vyrostl v poměrně bohaté rodině jako druhorozený z pěti dětí.
Bakalářský titul získal na Izmir American College v Turecku v roce 1926 a magisterský titul na univerzitě v Istanbulu v roce 1928. Poté odešel do Ameriky, aby zde získal magisterský titul na Harvardově univerzitě. Poté strávil nějaký čas v Berlíně, kde mj. navštěvoval přednášky Wolfganga Köhlera. Později se vrátil opět do Ameriky, kde se zapsal se na Kolumbijskou univerzitu a v roce 1935 získal titul Ph.D., pod vedením Gardnera Murphyho. V roce 1936 vydal svou první publikaci, která pojednává o psychologii společenských norem (Kinsman, 1975; Harvey, 1989).
Po získání titulu Ph.D. začal učit na Ankarské univerzitě v Turecku, kde také přeložil některé důležité psychologické práce do turečtiny. Kvůli své otevřené opozici vůči nacistickému hnutí skončil v tureckém vězení. O čtyři měsíce později, na naléhání svých postgraduálních studentů v Americe, byl propuštěn. Vrátil se poté zpět do Ameriky, v roce 1944.
V průběhu své kariéry působil v různých pozicích na různých vysokých školách a organizacích: odborný asistent psychologie, profesor psychologie, profesor sociologie, výzkumný profesor psychologie, ředitel institutu skupinových vztahů, konzultační profesor v oddělení psychiatrie a emeritní profesor. Zaměřil se na studium skupinových procesů. Byl členem mnoha organizací: Americké psychologické asociace, Americké sociologické asociace, Společnosti pro psychologické studie sociálních problémů, Americké asociace univerzitních profesorů a Sigma Xi. Během své kariéry obdržel několik ocenění, včetně Rockefeller Fellow (1935–1936), Kurt Lewin Memorial Award od Společnosti pro psychologické studie sociálních problémů a Guggenheim Foundation Fellowship v roce 1967. Ačkoli byl uznáván především jako psycholog, jako první získal cenu Cooley-Mead od Americké sociologické asociace. 

## Osobní život
V roce 1945 se oženil s Carolyn Woodovou, se kterou měli tři dcery Ann, Sue a Joan. Spoustu svých výzkumů prováděl právě společně se svou ženou Carolyn. Spolupracovali jak na odborných publikacích, tak na učebnicích. Ve stáří žil se svojí dcerou Sue, která později dosvědčila, že její otec dostal infarkt ve chvíli, kdy měl dobrou náladu.

## Teorie
Tématem jeho disertační práce byl vliv sociálních faktorů na vnímání. Jeho experimentální studie ukázala, jak byly lidmi vytvořeny normy duševních hodnot. Známý je jeho pokus v temné místnosti, kde je na zeď promítána malá tečka světla. Ač výzkumník s tečkou nepohybuje, pozorovatel po chvilce začne mít dojem, že se tečka pohybuje. To vyplývá z absolutního nedostatku „referenčního rámce“ pro pohyb. Stejný efekt byl zaznamenán, když v temné místnosti tečku pozorovala skupina lidí. O tomto zážitku spolu lidé diskutovali a závěry o pohybu přehodnotili. Když Sherif pozval o týden později jednotlivce k opakování pokusu, účastníci své odhady zjevně upravili podle závěrů svých skupin. Sherif z toho odvodil, že řada jevů, které lidé vnímají, jsou produktem jejich mysli a zároveň do tohoto vnímání silně intervenuje sociální svět.

### Experiment Robbers Cave
Velmi známý je též Sherifův „Experiment Robbers Cave“, během nějž vzal Sherif chlapce z několika středostavovských rodin z Connecticutu (přesněji 22 jedenáctiletých chlapců s průměrně dobrými školními výsledky a nadprůměrnou inteligencí) na letní tábor do národního parku Robbers Cave (Robbers Cave State Park). Předtím byli chlapci pečlivě vyšetřeni, zda jsou psychicky normální. V táboře pak vytvořil z chlapců skupiny, které mezi sebou vstupovaly do konfliktu. Studie měla tři fáze: (1) tvorbu skupiny, s níž se členové skupiny identifikovali, (2) konflikt skupin, ve kterém vytvořené skupiny přišly do styku a navzájem si konkurovaly ve hrách, (3) řešení konfliktů, kde Sherif a jeho kolegové zkoušeli různé způsoby, jak snížit nepřátelství a násilí mezi skupinami. Experimenty ukázaly, že společné cíle (cíle tak velké, že vyžadují spolupráci skupin) snižují konflikt mezi skupinami podstatně efektivněji než jiné strategie (například komunikace, kontakt). Chlapci se před táborem navzájem neznali. Až tam je výzkumníci rozdělili do dvou různých skupin a přidělili jim chatky daleko od sebe. Během první fáze skupiny nevěděly o existenci druhé skupiny. Chlapci se identifikovali se svou skupinou v průběhu prvního týdne tábora tím, že dělali různé činnosti společně: turistika, plavání atd. Kluci si sami vybrali jména svých skupin: Orli a Chřestýši. V druhém týdnu výzkumníci skupiny zkontaktovali a uspořádali mezi nimi sérii soutěží. Výhrami byli trofeje, medaile či nože. V průběhu her se mezi skupinami rozvinuly konflikty. Nejdříve šlo pouze o verbální konflikty, například vysmívání se. Později se konflikty stupňovaly, došlo například ke spálení vlajky druhému týmu, okradení o osobní věci. Mezi skupinami tak rychle narostla agrese, že je výzkumníci od sebe raději oddělili. Během následujících dvou dnů s chlapci vedli rozhovory, v nichž chlapci měli tendenci charakterizovat svou skupinu velmi pozitivně a druhou skupinu velmi negativně. Sherif se poté pokusil snížit konflikty mezi oběma skupinami. Zvýšení kontaktu mezi skupinami situaci pouze zhoršilo. Teprve, když byly skupiny přinuceny pracovat na dosažení společných cílů, uvolnilo se napětí mezi skupinami. Tento experiment se stal základním stavebním kamenem Sherifovy teorie realistického konfliktu. Podle ní vznikají negativní předsudky a stereotypy na základě reálných vzájemně si odporujících zájmů a v důsledku faktické soutěže mezi skupinami ve společnosti. 

### Teorie realistického konfliktu
Teorie realistického konfliktu: Sherif zastával názor, že vědy jsou odvozené z raných děl, jako Einstein a Infeld je The Evolution of Physics publikované v roce 1942. Ačkoli ho ovlivnilo pravděpodobnostní myšlení, tak málokdy našel příležitost uplatňovat statistické testy svých údajů, protože data tendencí byly ohromně přesvědčivé i bez statistického vyhodnocení (Köslin, Parapety [ed], 1979).
Výzkum Sherif vybudoval pro porozumění o povaze skupiny a jejích členů. Jedna slavná teorie, vyvinutá Sherifem v roce 1961, se stala známá jako realistická teorie konfliktů, která tvoří vnitřní konflikt skupiny, negativní předsudky a stereotypy v důsledku skutečné hospodářské soutěže mezi skupinami o požadovaných prostředcích. Sherif potvrdil svou teorii ve svém nejslavnějším experimentu, „lupič jeskyně“ (Cialdini, Kenrick, Neuberg, 1999).
V experimentu s 22 jedenáctiletými chlapci, který se uskutečnil ve zvláštním vzdáleném letním táboře v Oklahomě, tzv. Robbers Cave State Park, Sherif svou teorii realistického konfliktu potvrdil.